# جون بويل (لاعب كرة قدم)
جون بويل (بالإنجليزية: John Boyle)‏ (22 أكتوبر 1986 - ) هو مدرب كرة قدم ولاعب كرة قدم بريطاني في مركز الهجوم. لعب مع نادي ستيرلينغ ألبيون وأردريونيانز وAuchinleck Talbot F.C. ‏.

## وصلات خارجية
- جون بويل على موقع قاعدة بيانات كرة القدم.إي يو (الإنجليزية)